# Peligroso a cualquier velocidad
Inseguro a cualquier velocidad: Los peligros de diseño del automóvil americano es un libro escrito por Ralph Nader, que fue publicado en 1965. Presenta argumentos sobre la resistencia de los fabricantes de automóviles a la introducción de medidas de seguridad, como el cinturón de seguridad, y su aversión general para gastar dinero en mejorar la seguridad de sus productos. Uno de los ejemplos del libro era el automóvil Chevrolet Corvair de General Motors.
GM respondió intentando silenciar a Nader con una investigación privada y mejorando la suspensión del Corvair. El 22 de marzo de 1966 el presidente de GM, James Roche, fue obligado a aparecer ante un subcomité del Senado de Estados Unidos para disculparse ante Nader por la campaña de intimidación. 
El libro también muestra que el mantra de la seguridad vial llamado los "tres E" (ingeniería, fiscalización y educación), creado en los años 1920, y extendido a cuatro Es en la primera presidencia de George W. Bush con el agregado de "Emergencia", fue creado para distraer la atención de los problemas reales de seguridad del vehículo, como el hecho que algunos se vendieran con neumáticos que no podrían llevar el peso de un vehículo totalmente cargado. 
El libro todavía tiene relevancia. Nader denunció la intromisión política de la industria del automóvil para oponerse a nuevas medidas de seguridad, aspecto que se repitió en la larga disputa para introducir las bolsas de aire (air bags) como elementos de seguridad en los Estados Unidos. También se encuentran documentados los esfuerzos de industria europea del automóvil, coordinada por ACEA, para demorar la introducción de pruebas de choque en lo referente a mejorar la protección que otorga el frente de los vehículos a los peatones atropellados en la Unión Europea. 
Otro libro, Inseguro a cualquier altura, escrito por John Godson, intentó subirse al éxito de ventas del libro de Nader analizando la seguridad aérea.

## Lectura adicional
- Entrevista con Dr. Jorg Beckmann del ETSC.  "Safety experts and the motor car lobby meet head on in Brussels." TEC, Traffic Engineering and Control, Vol 44 N.º 7 July/August 2003 Hemming Group ISSN 0041-0683

- Datos: Q2027386